# Edwin Herbert Hall
Edwin Herbert Hall (7. november 1855 i Gorham i Maine - 20 november 1938) var en amerikansk fysiker.
Hall var 1895-1921 professor i fysik ved Harvard University. Han undersøgte elektriske fænomener og opdagede i 1879 Hall-effekten. Hall udgav flere lærebøger i fysik.